# Kawazu
Kawazu (jap. 河津町 Kawazu-chō) – miasto w Japonii, na wyspie Honsiu, w prefekturze Shizuoka. Według danych na rok 2020 miejscowość zamieszkiwało 6 870 mieszkańców , a gęstość zaludnienia wyniosła 68,2 os./km².